# 刘康公
刘康公（？—前544年），姬姓，劉氏，名季子，為东周諸侯國刘國開國君主，他為周顷王的儿子、周匡王、周定王的弟弟，周定王十五年（前592年），又封刘邑与王弟季子，王季子称刘康公。鲁成公十三年（周简王九年，前578年），鲁成公及诸侯到王城洛邑朝见天子周简王，遂跟随刘康公、成肃公会晋侯晋厉公伐秦，当时秦国的国君是秦桓公，这次战争即麻隧之战。成子在社坛受脤，不敬王室。刘康公批评了他，“吾闻之，民受天地之中以生，所谓命也。是以有动作礼义威仪之则，以定命也。能者养以之福，不能者败以取祸。是故君子勤礼，小人尽力，勤礼莫如致敬，尽力莫如敦笃。敬在养神，笃在守业。国之大事，在祀与戎，祀有执膰，戎有受脤，神之大节也。今成子惰，弃其命矣，其不反乎？”这段话，反映了早期的中庸思想。